# Kinder High School for the Performing and Visual Arts

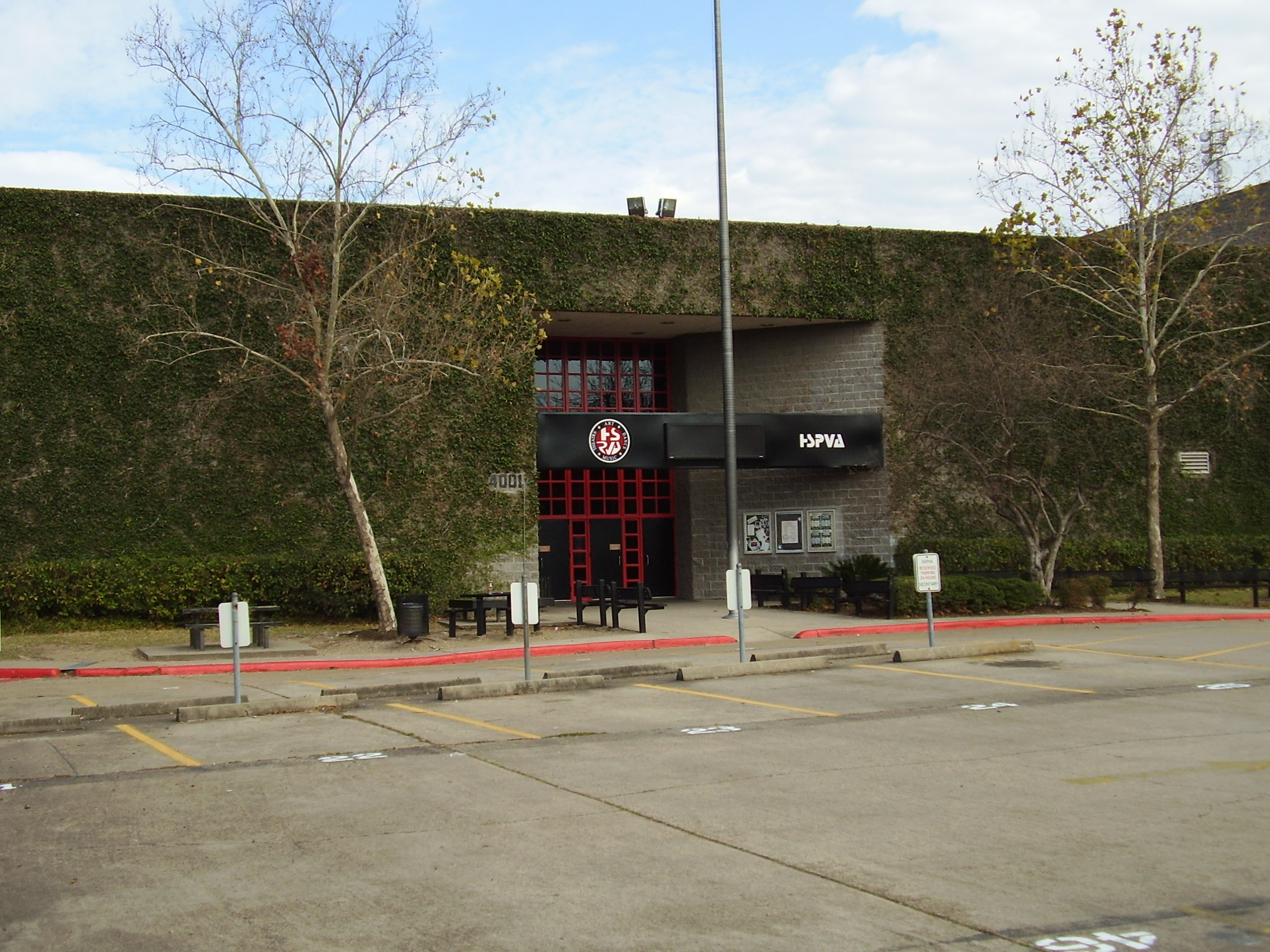
Ancien campus dans le quarter Montrose

La Kinder High School for the Performing and Visual Arts (Kinder HSPVA, HSPVA ou PVA) est un établissement secondaire public d'enseignement artistique ( musique, chant, danse, théâtre, arts plastiques et création littéraire) situé à Houston, dans l'État du Texas, géré par le District Scolaire Indépendant de Houston (HISD).
Il est situé dans le quartier Downtown Houston.

## Histoire
HSPVA a été créé en 1971 à Houston. Ruth Denney en est la fondatrice et la première directrice.
En 2004 , l'HSPVA a reçu une dotation de 15 millions de dollars pour la rénovation de son établissement, dont les locaux étaient devenus vétustes.
En 2018, l'HSPVA a reçu une dotation de 88 millions de dollars pour la rénovation de son campus.

## Organisation
L'école possède six départements : école de musique vocale, école de musique instrumentale, école de danse, école de théâtre, école d'art plastiques et une école d'écriture créative.

## Classement
En 2019, selon l'observatoire américain Niche, l'HSPVA est classé second établissement scolaire d'enseignement artistique du Texas sur les 25 existants.
En 2019, selon l'observatoire d'USNews, HSPVA est classé 32° sur les 82 meilleurs établissements d'enseignement secondaires du Texas pour la qualité de son enseignement.

## Personnalités de l'école (liste non exhaustive)
Plusieurs célébrités du monde artistique ont suivi leurs études au HSPVA comme, dont certains sont lauréats de Grammy Awards : 
- Lisa Hartman Black (actrice),
- Bryan-Michael Cox (producteur),
- Mireille Enos (acteur),
- Michelle Forbes (actrice),
- K. Todd Freeman (acteur),
- Justin Furstenfeld (en) (auteur, compositeur, interprète de rock),
- Kearran Giovanni (actrice),
- Robert Glasper (pianiste de jazz) ,
- Tim Guinee, (acteur),
- Eric Harland (batteur de jazz)[9],
- Everette Harp (en) (saxophoniste de jazz),
- Sara Hickman (en) (auteure, compositrice, interprète de rock-folk),
- Beyoncé Knowles (chanteuse),
- Jason Moran (pianiste et compositeur de jazz),
- Mike Moreno (guitariste de jazz)[10]
- Matt Mullenweg
- Renée O'Connor (actrice),
- Kendrick Scott (en) (batteur, compositeur de jazz),
- Mark Seliger (en) (photographe professionnel)
- Helen Sung (pianiste de jazz),
- Chandra Wilson (actrice),
- Camille Zamora (artiste lyrique).